# Los cazafantasmas (serie de televisión)
Los cazafantasmas (The Original Ghostbusters) es una serie animada creada por los estudios Filmation y emitida en Estados Unidos entre el 8 de septiembre y el 5 de diciembre de 1986. Fue la continuación de la serie en imagen real The Ghostbusters que la misma compañía había realizado en 1975, siendo aquí los protagonistas los hijos de los cazafantasmas de la serie antes mencionada y el gorila Tracy que también aparecía en ella. 
Los derechos del nombre "Cazafantasmas" los poseía Filmation, lo que en 1986 originó un pleito con Columbia Pictures y DiC Entertainment, que habían producido su propia serie animada basada en la película de 1984, Los Cazafantasmas. Debido a esto, Columbia y DiC tuvieron que usar el nombre The Real Ghostbusters (Los Verdaderos Cazafantasmas) para su serie de animación.
Sin embargo, mientras The Real Ghostbusters tuvo el apoyo mediático de la exitosa película que le dio origen y se logró mantener  al aire por cinco temporadas, The Original Ghostbusters apenas sobrevivió por tres meses al perder la lucha por el rating contra su competidora, con sólo 65 episodios producidos.

## Introducción
Jake, Eddie y Tracey el Gorila son los cazafantasmas. Su cuartel general, llamado la Orden del Fantasma, está localizado en una gran mansión entre altos rascacielos. Están apoyados por numerosos personajes secundarios como Ansa-Bone (un teléfono parlante), Skelevision (un televisor parlante), Vampirin (un murciélago rosa con aspecto ligeramente a puerco), Cazacarcacha (un coche parlante) y ocasionalmente por Futura, una viajera del tiempo, y Jessica, una reportera local.
Juntos, han decidido liberar al mundo del dominio de Premier Malvado y sus secuaces. El cuartel general se localiza en la quinta dimensión. En un episodio típico, Premier Malvado usa sus poderes mágicos para abrir un portal para que sus secuaces vayan a la Tierra a completar una misión para conquistar el mundo.
En los episodios, Jake, Eddie y Tracey usan a Cazacarcacha para volar a la escena de los hechos, usando una gran variedad de armas para derrotar a los fantasmas. A la vez, Premier Malvado usa sus poderes contra ellos.
Personajes famosos aparecieron también en este show como el Conde Drácula y el Jinete sin Cabeza, que apareció también en un episodio de Los Verdaderos Cazafantasmas escrito por Randy Lofficer.
Al final de cada episodio aparece Skelevision (a veces acompañado con Vampirín) explicando la lección moral aprendida en el episodio.
Mientras los Verdaderos Cazafantasmas usan la frase en inglés "Who you gonna call? Ghostbusters!", la frase de los Cazafantasmas de Filmation es "Let's Go, Ghostbusters!".
La mayoría de los episodios incluyen los siguientes elementos:
- Premier Malvado propone una idea descabellada.
- Premier Malvado toca el órgano para invocar un conjuro mágico.
- Ansa-Phone contesta el teléfono y siempre tiene que explicar ¡por qué los cazafantasmas no están!
- Jake, Eddie y Tracey siempre suben a un elevador esqueleto y el comando fantasma los guía por todo un proceso para vestir sus uniformes y terminan saltando sobre cazacarcacha.
- Cazacarcacha siempre se queja sobre su situación peligrosa.
- Tracey el Gorila saca de su mochila el artículo que necesitan justo en el momento más desesperante.
- Los secuaces de Premier Malvado siempre muestran su incompetencia.
- Eddie siempre hace cosas estúpidas.
- Cuando el plan de Premier Malvado falla siempre culpa a sus secuaces por echar a perder el plan, siendo él mismo quién lo había planeado
- Muchos de los sonidos y efectos de explosiones usadas en la caricatura suenan muy familiar para quienes hayan visto Bravestarr y He-Man y los Amos del Universo, ambas creadas por Filmation.
- Una lección moral es explicada al final de cada episodio.

## Controversia
Esta serie es conocida como Los cazafantasmas (Ghostbusters) porque, cuando Columbia Pictures estrenó la película Ghostbusters en 1984, ellos negaron el hecho de que Filmation había hecho una serie de comedia en imagen real en 1975 con el mismo nombre. Filmation demandó a Columbia en 1985, y como parte de una solución fuera de la corte, la caricatura de Columbia Pictures sería en lo sucesivo llamada Los Verdaderos Cazafantasmas (The Real Ghostbusters).
Ambas series se estrenaron en septiembre de 1986, Los cazafantasmas de Filmation se caracterizaba por tener un estilo con más comedia y elementos de fantasía y más villanos que Los Verdaderos Cazafantasmas.

## Personajes

### Héroes
- Jake Kong Jr.: Hijo del Original Jake Kong de la serie en imagen real Los Cazafantasmas.
- Eddie Spencer Jr.: Hijo de original Eddie Spencer de la serie en imagen real Los Cazafantasmas.
- Tracey el Gorila: El mismo simio de Los Cazafantasmas. En la versión en inglés la voz es hecha por el mismo Lou Scheimer.
- Futura: Una misteriosa mujer proveniente del futuro (La Cazafantasmas del futuro)
- Jessica Ray: Una reportera de televisión.
- Vampirín: Un murciélago con apariencia de cerdito que puede gritar fuerte.
- Cazacarcacha (Ghost Buggy aka G.B.): El coche parlanchín de los cazafantasmas.
- Corky: Sobrino de Jessica
- Calaverófono (Ansa-phone): El teléfono parlante de los Cazafantasmas.
- Skelevision: La televisión parlante de los cafantasmas y el propio comando fantasma.
- Fuddy: Aprendiz de Merlin. Cuando hay luna llena, Jake puede llamarlo por ayuda por un conjuro mágico, aunque raramenre sale bien.

Los originales Jake y Eddy aparecen ocasionalmente en la serie animada.

### Villanos
- Premier Malvado: Un mago con cuerpo cibernético.
- Cara Doble: Tiene dos caras y tiene la apariencia de un duende. Sus dos personalidades se pelean todo el tiempo.
- Loberto: Un hombre lobo con una apariencia muy futurista.
- Miedosín: Un robot con apariencia de esqueleto y muy cobarde.
- Cazador: Un cazador estilo safari.
- Vampirrata: Es una mezcla rara. Tiene cabeza de rata, pelo punky y cuerpo de gusano jorobado, pero se propulsa a través de unos agujeros que tiene en la espalda. Mascota de Premier Malvado, siempre se cree y actúa como la mano derecha del primero, y también recibe los castigos.
- Mysteria: Se parece a Morticia Adams, y es muy vanidosa.
- Apparicia: Se parece a hiedra venenosa del cómic de Batman.
- Lancero: Monta un caballo esquelético, con su lanza puede noquear a los humanos con sus rayos. Su nombre es en referencia a Sir Lancelot.
- Bola de Cebo: Un pirata fantasma, su nombre es en referencia a Long John Silver.
- Airhead: Una momia gorda que no para de repetir su nombre.
- Fantasar: Un maestro de música fantasmal, con una muy lejana inspiración de Mozart.

En un episodio, el Gran Premier, una especie de jefazo de los fantasmas que desposee de sus poderes a Premier Malvado y que tiene a su cargo a una especie de fantasmas con colmillos.

### Armas
- Desmaterializador: El arma principal de los cazafantasmas, dispara a un rayo que envía a los fantasmas al limbo, aunque no siempre funciona (Premier Malvado es muy poderoso como para que le afecte). En algunos episodios utilizan un micro-desmaterializador con un rayo más pequeño aunque es lo mismo.
- Ghost Gummer: Dispara una sustancia rosa que inmoviliza a los enemigos.
- Spectre Snare: Dispara aceite para atrapar fantasmas.
- Disparador de Burbujas: Dispara pequeñas burbujas que al unirse forman una gran burbuja que atrapa fantasmas.
- Red Desmaterializadora: Una red de energía que causa que cazacarcacha desaparezca en el limbo cuando es tocado.
- Ghost Pack: El equipo estándar de Jake y Eddie con su logotipo de Cazafantasmas. Tiene todo tipo de dispositivos que serían imposible de caber. Incluso tiene una versión de la ¡cámara de transformación!
- Cámara de Transformación: Un elevador esqueleto dentro de cuartel de los Cazafantasmas, Jake y Eddie lo usan para vestir sus uniformes. El elevador los lleva a un tipo de dimensión fantasma donde pasan por todo un proceso en serie para vestir sus uniformes al final saltan sobre Cazacarcacha. En la mayoría de los episodios podemos ver partes o todo el proceso.

## Doblaje
VERSIÓN (MEX/LAT)
| Personaje       | Actor Original    | Actor/Actriz                  |
| Jake            | Pat Fraley        | Luis Alfonso Mendoza          |
| Eddie           | Peter Cullen      | Emilio Guerrero               |
| Tracy el gorila | Peter Cullen      | Eduardo Tejedo                |
| Futura          | Susan Blu         | María Fernanda Morales        |
| Jessica         | Susan Blu         | Patricia Acevedo              |
| Cazacarcacha    | Pat Fraley        | Eduardo Tejedo                |
| Premiermalvado  | Allan Oppenheimer | Jorge Roig                    |
| Loberto         | Allan Oppenheimer | Carlos Magaña (Q. E. P. D.)   |
| Vampirata       | Peter Cullen      | Gabriel Cobayassi             |
| Cazador         | Peter Cullen      | Álvaro Tarcicio (Q. E. P. D.) |